# Оперативно-тактичне угруповання «Північ»
Оперативно-тактичне угруповання «Північ» — угруповання українського війська та район його дій в рамках війни на Сході України. Відповідає за лінію зіткнення у Луганській області та на Світлодарській дузі в Донецькій області.

## Командування
- 05.2018—11.2018: генерал-лейтенант Кравченко Володимир Анатолійович[2]
- на лютий 2022: бригадний генерал Красильников Дмитро Сергійович[3][4]